# Sabina Siniscalchi
Sabina Siniscalchi (Caronno Pertusella, 17 luglio 1952) è una politica italiana.

## Biografia
Nata a Caronno Pertusella (VA) nel 1952. Coniugata con quattro figli. La sua storia è caratterizzata dall'impegno sociale in Italia e nelle aree povere del mondo.
Dopo la laurea in Scienze Politiche, nel 1975 ha passato la selezione per la carriera diplomatica, ma ha scelto di rimanere nel mondo non governativo.
Ha lavorato a Mani Tese dal 1978 al 2002, negli ultimi 13 anni come Segretario nazionale. In tale veste, ha partecipato ai vertici ONU sullo sviluppo, ai Social Forum e a reti e progetti internazionali contro la povertà e per l'abolizione del lavoro minorile.
Dal 1997 al 1999 è stata Presidente di Eurostep, coordinamento con sede a Bruxelles che raccoglie le principali ONG di sviluppo europee, tra cui Oxfam e Action Aid.
Fino al 2006 è stata Direttrice della Fondazione Culturale Responsabilità Etica, costituita nel 2003 da Banca Etica.
Dal 2006 al 2008 è stata Deputata, eletta come indipendente con Rifondazione Comunista-Sinistra Europea. Durante la XV legislatura è stata componente della Commissione Esteri e membro della Delegazione italiana al Consiglio d'Europa.
Nelle elezioni politiche del 2008 è stata candidata per la Sinistra Arcobaleno, senza risultare eletta.
Ha seduto nel Consiglio d'Amministrazione di Banca Popolare Etica, attualmente siede in quello di Oxfam Italia, di cui è stata Presidente.